# César Vallejo
César Abraham Vallejo Mendoza (16. března 1892, Santiago de Chuco – 15. dubna 1938, Paříž) byl peruánský básník, spisovatel, dramatik a novinář. Za svého života vydal jen tři knihy básní, přesto je vnímán jako jeden z největších jihoamerických básníků – Thomas Merton ho například nazval „největším básníkem od časů Danteho“.

## Život
Vystudoval práva a literaturu na Univerzitě v Trujillu.
Měl částečně indiánský (kečuánský) původ a indiánská tematika byla později vlastní i jeho tvorbě. V roce 1920 se zapojil do indiánských nepokojů i byl tři měsíce vězněn. Ve vězení u něj propukly deprese, s nimiž pak zápolil po zbytek života. Pokusil se i o sebevraždu. Napsal ve vězení ale i svou nejslavnější sbírku: Trilce.
Byl členem peruánské intelektuální skupiny Grupo Norte a představitelem avantgardy. Závěr života strávil v Evropě. Roku 1923 odjel do Paříže a do rodné země už se nikdy nepodíval. Udržoval kontakt s Peru pouze publikováním článků v Amautě, časopise založeném jeho přítelem José Carlosem Mariáteguim, zakladatelem peruánské komunistické strany. Sám Vallejo dvakrát navštívil Sovětský svaz (1928, 1929) a nadchl se pro marxismus. Kvůli tomu byl i nakrátko vyhoštěn z Francie. Roku 1931 vstoupil do komunistické strany. V letech 1936–1938 bojoval ve španělské občanské války, na straně levice. Zemřel však v Paříži.

### Poezie
- Los Heraldos Negros (1919)
- Trilce (1922)
- España, Aparta de Mí Este Cáliz (1937)
- Poemas Humanos (1939)

### Divadelní hry
- Lock-out (1930)
- Entre las dos orillas corre el río (1930)
- Colacho Hermanos o presidentes de América (1934)
- La piedra cansada (1937)

### Povídky
- Escalas (1923)

### Romány
- Fabla salvaje (1923)
- Hacia el reino de los Sciris (1928)
- Hacia (1930)
- El Tungsteno (1931)
- Paco Yunque (1931)